# Drukarka atramentowa

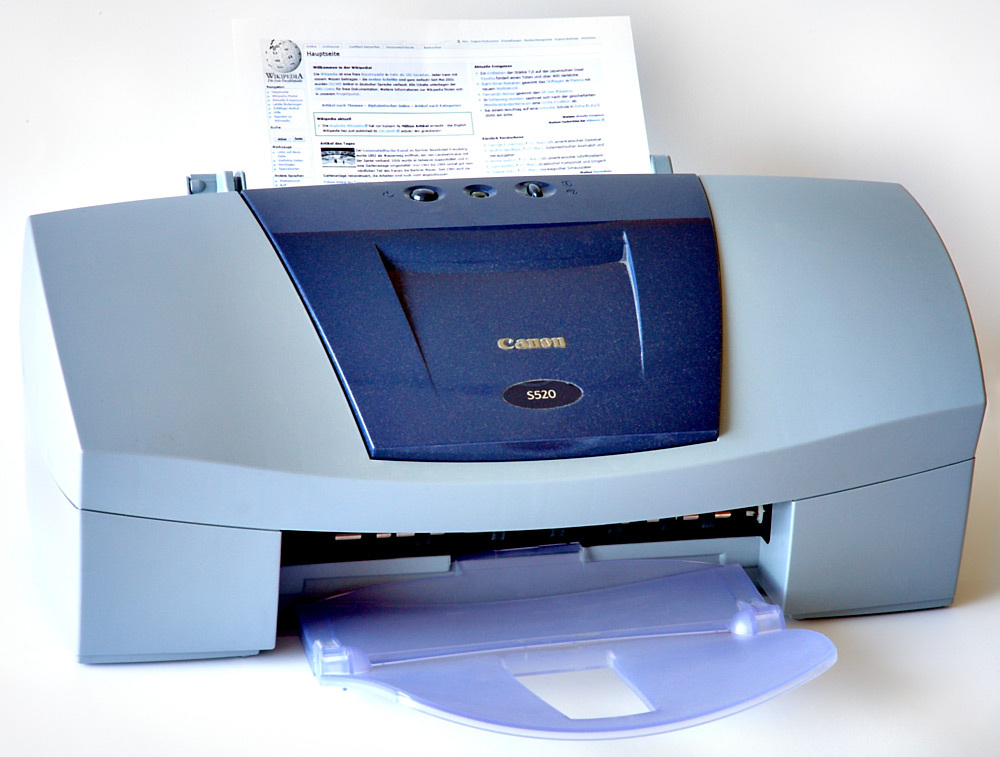
Drukarka atramentowa Canon S520

Drukarka atramentowa – drukarka wykorzystująca do druku atrament (barwnikowy lub pigmentowy), poprzez wystrzeliwanie malutkich kropel środka barwiącego przez mikroskopijne dysze wykonane w głowicy drukarki przechodzącej nad elementem zadrukowywanym.

## Historia drukarki atramentowej
Pierwsze informacje o sposobie druku za pomocą wymienionych właściwości pochodzą z 1976 roku, lecz pierwsza współczesna drukarka atramentowa powstała w 1988 r. wyprodukowana przez znaną już z innych urządzeń cyfrowych korporację Hewlett-Packard. Była to drukarka z linii DeskJet.
Od tamtego czasu drukarka atramentowa przeszła znaczące zmiany ewolucyjne. Powstało wiele różnych typów drukarek atramentowych, różniących się nie tylko budową i sposobem drukowania, ale także zastosowaniem.

## Opis działania

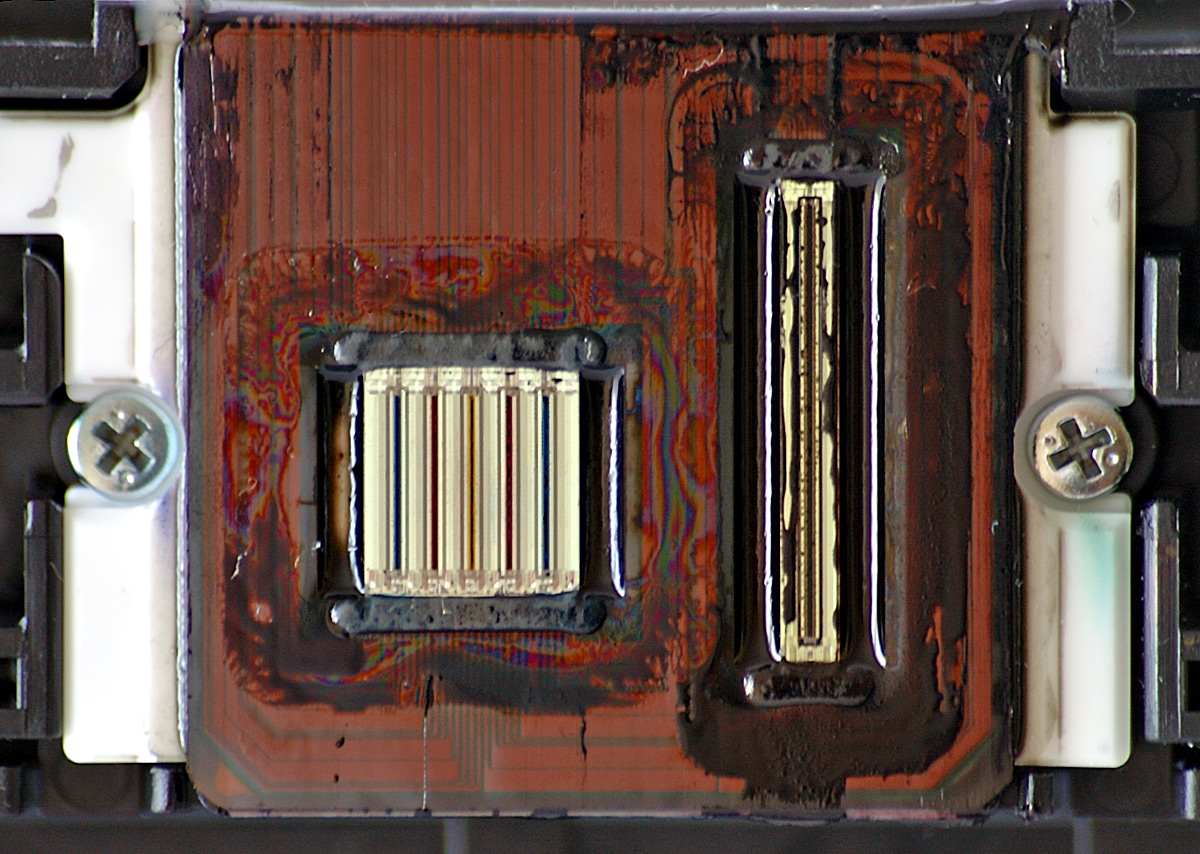
Dysze głowicy drukarki Canon S520

Drukarka atramentowa wykorzystuje do druku tusz, który dzielimy na dwie grupy: rozpuszczalnikowy i pigmentowy.
Tusz rozpuszczalnikowy jest jednorodną cieczą z rozpuszczonymi barwnikami i może tworzyć bardzo małe krople, które są niezbędne do otrzymania wysokich rozdzielczości w wydrukach. Wadą jest podatność wydruków na czynniki zewnętrzne, jak: promienie UV (blaknięcie), woda, tarcie.
Tusz pigmentowy zawiera w sobie cząstki stałe – pigmenty. Atutem tuszu pigmentowego jest duża odporność na czynniki zewnętrzne takie jak: woda, promienie UV, tarcie. Wady takiego tuszu to: stosunkowo duża wielkość kropli, utrudnione mieszanie się między sobą.
Każdy z podanych tuszy ma dobre i złe strony. Najczęściej w drukarkach atramentowych stosuje się naraz oba typy tuszu.
Druk atramentowy dzielony jest na dwie grupy:
- Metoda piezoelektryczna – piezoelektryczne kryształy pod wpływem naprężeń mechanicznych wywołanych przez ładunki elektryczne wyrzucają atrament z głowicy. Ujemne napięcie deformuje kryształ na zewnątrz i atrament jest zasysany do komory. Jeśli napięcie jest dodatnie, piezoelektryki wyginają się w przeciwnym kierunku i atrament zasysany jest do dysz. Kolejne ujemne napięcie wciąga ponownie kryształki do wewnątrz, co zapobiega przypadkowemu dostaniu się niepożądanych kropelek na papier, które mogłyby pogorszyć jakość wydruku.
- Metoda termiczna – w tym wypadku każda dysza ma w sobie element grzejny (zazwyczaj jest ich 48–512). Impulsy elektryczne wysyłane są do elementu grzejnego, który rozgrzewa się do 350–400 °C, a tworzący się pęcherzyk pary tuszu wyrzuca kroplę z dyszy[1].

Najczęściej spotykane są drukarki atramentowe z tuszem w postaci ciekłej. Istnieją też jednak tusze w postaci żelu oraz stałe (solid ink), bazujące na żywicach topiących się po podgrzaniu przed wydrukiem.

### Druk w kolorze

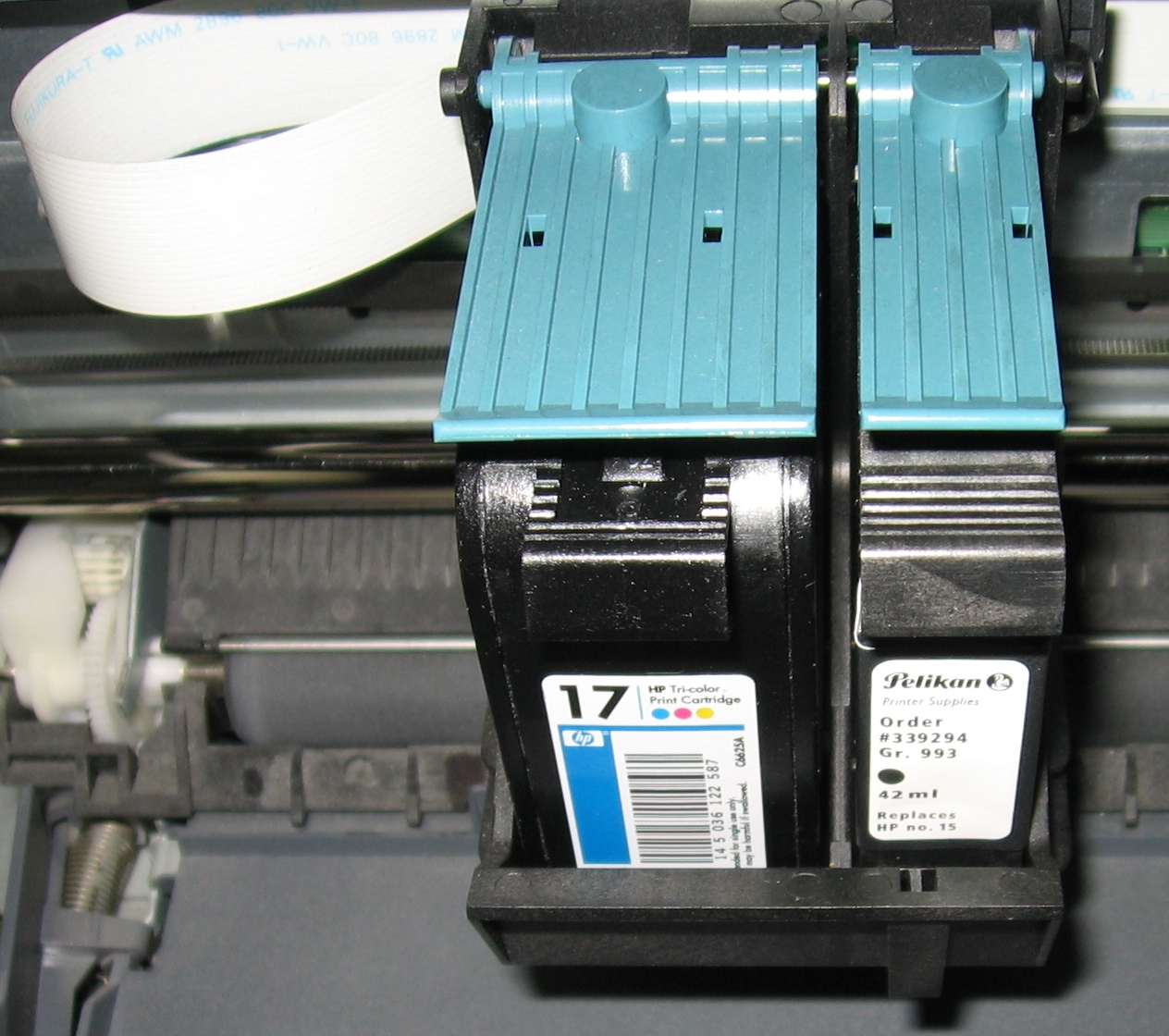
Otwarta drukarka hp 845c – Dwa kartridże z tuszami: od lewej kolorowy, po prawej czarny.

Kolorowa drukarka atramentowa ma do dyspozycji kilka kolorów tuszu. Każdy z poszczególnych kolorów ma na głowicy osobny rząd dysz. Do druku kolorowego jest potrzebny zestaw trzech podstawowych kolorów: cyjan – odcień niebieskiego, żółty, magenta – odcień czerwonego, z których tworzy się odpowiednią mozaikę na papierze z różnych kropel, które dają ludzkiemu oku złudzenie jednolitości i odpowiedniej barwy. Im mniejsze krople atramentu drukarka potrafi wydrukować, tym większa paleta barw i odcieni, które przez oko mogą być widziane jako jednolita powierzchnia barwna. Dlatego szczególnie w jasnych wydrukach ważne jest, z jaką najmniejszą wielkością kropli drukarka potrafi drukować i jaki typ tuszu wykorzystuje podczas wydruku.
Rozdzielczość to wartość wyrażana w DPI (od angielskiego: Dots Per Inch – punkty na cal), oznaczająca gęstość rozmieszczenia kropel, jakie może drukarka ulokować na długości i szerokości powierzchni podłoża. Przykład: 1200x2400 DPI – czyli maksymalnie 1200 kropli na cal w linii przesuwu głowicy i 2400 w linii prostopadłej do ruchu głowicy, oznaczające rozdzielczość skokowego przesuwu podłoża.

## Główne typy drukarek
Drukarki w zależności od trybu pracy atramentu dzielimy na Drop-On-Demand (DOD – ang. Kropla na żądanie) oraz Continuous-Ink-Jet (CIJ).
W technologii DOD kropla atramentu jest wyrzucana wyłącznie w chwili zapotrzebowania na nią. Dopiero w momencie kiedy na materiale nadrukowywanym ma się znaleźć kropla atramentu drukarka pod wpływem impulsu elektrycznego ją wyrzuca. Istnieją trzy główne typy głowic DOD różniące się sposobem wystrzeliwania kropel: termiczna, piezoelektryczna i mikro-zaworowa, wszystkie rozwiązania mają swoje zalety i wady.
Z kolei w technologii CIJ drukarka stale wyrzuca strumień kropel. Te które są używane do drukowania zostają naładowane i odchylone w polu elektrycznym, a następnie trafiają w nośnik zaś pozostałe wpadają do zasysu i wracają do układu atramentowego.
Technologia DOD jest podstawową technologią drukarek domowych i biurowych ze względu na wysoką jakość wydruku, druk wielokolorowy, niskie zużycie atramentu, prostotę układu atramentowego nie wymagającego rozpuszczalnika. Wadą jest wąski zakres dopuszczalnych materiałów pod nadruk (głównie papier), wymagana stała bardzo mała odległość między głowicą drukującą a podłożem nadrukowywanym oraz brak możliwości zmiany rodzaju atramentu.
Technologia DOD mikro-zaworowa cechuje niska jakość wydruku od 1 do 32 kropli, bardzo prosta budowa oraz wysoka odporność na warunki przemysłowe. używane są głównie do wykonywania dużych prostych nadruków (nadruk na deskach, opakowaniach zbiorczych, workach). Krople z mikrozaworów mogą być wyrzucane na odległość do kilku cm.
Drukarki mikro-zaworowe z jedną dyszą (1 piksel) często używane są jako kolorowe markery do oznaczania linii produkcyjnej lub partii towaru.
Z kolei technologia CIJ stosowana jest głównie w drukarkach przemysłowych ze względu na bardzo dużą elastyczność w zakresie odległości głowicy od produktu, rodzaju podłoża, a także możliwość dobierania rodzaju atramentu w zależności od warunków, rodzaju podłoża i zapotrzebowania. Wadą jest z kolei niska jakość wydruku i wydajność, znaczne wymiary oraz waga drukarek, znaczna cena oraz zapotrzebowanie na dodatkowy rozpuszczalnik. Drukarki CIJ prawie zawsze posiadają tylko jeden układ atramentowy (tylko jeden kolor).

### Termiczny typ głowicy drukarki atramentowej DOD

Piezoelektryczna i termiczna technika wyrzucania kropli

W głowicy termicznej nad każdą dyszą znajduje się komora, w której w ścianie naprzeciw dyszy znajduje się rezystor wykorzystywany jako element grzejny. Pod wpływem impulsu elektrycznego, trwającego kilka mikrosekund element grzejny nagrzewa się do temperatury 300 °C, od elementu grzejnego nagrzewa się cienka warstwa tuszu, zmieniając się w parę, która ma większą objętość niż ciecz, powoduje to wypchnięcie odrobiny tuszu przez otwór. Nadana tuszowi prędkość (około 10 m/s) umożliwia oderwanie się kropelki tuszu od głowicy i przeniesieniu na podłoże. Po zakończeniu przepływu prądu w rezystorze, temperatura spada, co powoduje spadek temperatury tuszu i napłynięcie nowego tuszu do komory. Czas cyklu to przeciętnie 80 mikrosekund.
W głowicy jest od kilkudziesięciu do kilkuset komór z otworami, a każda z tych mikrodysz jest sterowana niezależnie od pozostałych poprzez elektronikę drukarki.
Termiczny system druku jest tańszy w produkcji, rezystory, komory i dysze są wykonywane w technologii fotolitografii, dlatego głowice termiczne są najczęściej stosowane w technice druku atramentowego.

### Piezoelektryczny typ głowicy drukarki atramentowej DOD
Jest podobnej budowy jak głowica termiczna, ale zamiast elementów grzewczych wykorzystuje się zjawisko drgania kryształów, które mechanicznie wypychają krople atramentu poprzez dyszę z komory.
Typ piezoelektryczny głowicy ma znacznie lepsze osiągi podczas dawkowania i prawidłowego ulokowania kropli atramentu aniżeli typ termiczny. Piezoelektryczne głowice znacznie lepiej radzą z przejściami tonalnymi, mają długą żywotność pracy, która eliminuje praktycznie zamianę głowicy co jakiś czas. Drukarki piezoelektryczne mają lepszy stosunek jakości do szybkości i mają wielu zwolenników wśród zaawansowanych oraz osób profesjonalnie się tym zajmujących aniżeli drukarki termiczne. Obecnie jednak precyzyjność obu układów bardzo się wyrównała.

### Zaworkowy typ głowicy drukarki atramentowej DOD
Są to drukarki o niskiej rozdzielczości druku przeznaczone do pracy w bardzo trudnych warunkach przemysłowych.
Krople wypychane pod ciśnieniem poprzez otwarcie zaworku elektromagnetycznego, tworzą nadruk o wysokości od 1 do 36 kropli (poprzez połączenie kilku głowic) oraz o wysokości od kilku do kilkudziesięciu centymetrów.

### Typ głowicy drukarki atramentowej CIJ
W tym typie głowicy atrament ze zbiornika jest wstępnie pompowany i pod ciśnieniem kierowany wężem do głowicy, nierzadko oddalonej o kilka metrów od układu pomp. W głowicy atrament zostaje skierowany na rezonator piezoelektryczny i wystrzelony przez dyszę o średnicy od 40 do 100 um. Rezonator pobudzany napięciem o częstotliwości 60–100 kHz powoduje zmiany w ciśnieniu atramentu wystrzeliwanego przez dyszę, wskutek czego strumień atramentu zaraz za dyszą rozrywa się i formuje równomierne krople atramentu.
Krople tuż przed oderwaniem się od strumienia są ładowane elektrycznie, a następnie przelatują między elektrodami odchylającymi. Te które nie zostały naładowane przelatują między elektrodami bez zmiany toru i wpadają do zasysu, gdzie podciśnienie wciąga je i dostarcza z powrotem do zbiornika. Z kolei te, które zostały naładowane pod wpływem pola elektrycznego, ulegają odchyleniu proporcjonalnemu do przyłożonego ładunku i wylatują z głowicy trafiając na produkt. W związku z tym że krople są odchylane tylko w jednej płaszczyźnie w celu wykonania nadruku na produkcie należy przemieszczać go względem głowicy. Dlatego na liniach produkcyjnych drukarki są najczęściej instalowane na transporterach które zapewniają stały i równomierny przesuw produktu względem głowicy.
Drukarki CIJ charakteryzują się niską jakością wydruku (rzędu 16–48 kropek w pionie) i wykorzystywane są głównie w przemyśle do nadruku np. terminów przydatności na produktach, daty produkcji czy też oznaczeń producenta/produktu (charakterystyczny nadruk zbudowany z małych kropek, zazwyczaj 5x7 na znak). Ze względu na ciągły i otwarty układ atramentu wymagają one dodatkowo rozpuszczalnika do uzupełniania i rozrzedzania atramentu krążącego w układzie. Drukarki te pozwalają na drukowanie na produktach oddalonych od głowicy nawet o 10 cm z prędkością do kilkunastu metrów na sekundę, ponadto posiadają zazwyczaj dość elastyczny układ atramentowy, dzięki czemu można dobrać odpowiedni atrament do zapotrzebowania (poza klasycznym czarnym można rozróżnić atramenty: pigmentowy różne kolory, widoczny tylko w UV, odporny na temperatury do 1000 °C, zmieniające kolor pod wpływem temperatury, wody bądź innego czynnika chemicznego itd.).

## Zastosowania przemysłowe
Drukarki atramentowe w wersji przemysłowej stanowią jeden ze sposobów druku cyfrowego, np. ploterowy druk wielkoformatowy stosowany w przypadku produkcji jednostkowych lub niskonakładowych w dużym formacie, często na specjalnych podłożach (banery, folie itd.), nieopłacalnych lub niemożliwych do wykonania innymi technikami poligraficznymi.
Ponadto drukarki przemysłowe wykorzystywane są do znakowania produktów na liniach przemysłowych w warunkach, gdy informacja drukowana często się zmienia lub może być nadrukowana dopiero po wyprodukowaniu produktu (nadruk terminu przydatności do spożycia), bądź na produktach i podłożach nietypowych do tradycyjnego drukowania (nadruk na przewodach, profilach itp.).

## Składniki atramentów

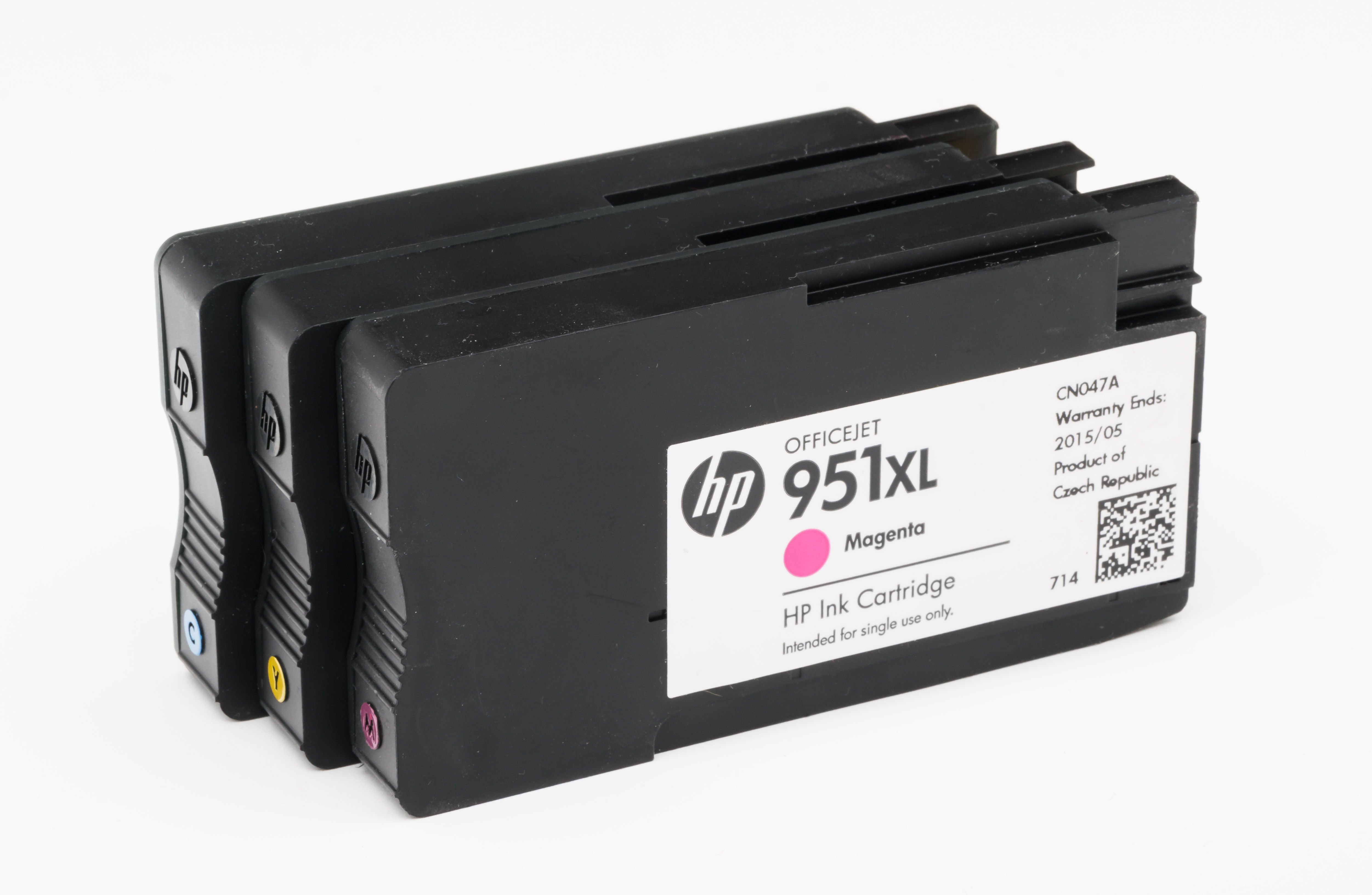
Kartridże kolorowe do drukarek Hewlett-Packard

W drukarkach i ploterach stosuje się atramenty składające się z:
- substancje barwiące (2–8%) – barwnik lub pigment,
- rozpuszczalnik (35–80%) – woda, alkohol, keton metyloetylowy to typowe rozpuszczalniki dla barwników, pigmenty nie rozpuszczają się, lecz tworzą zawiesinę,
- środki powierzchniowo czynne (0,1–2%) i środki zwilżające (1–5%) – mają obniżyć napięcie powierzchniowe i pomóc przenikać w głąb podłoża (np. cykloheksanol)
- środki zwiększające rozpuszczalność barwników (2–5%)
- dyspergator (3–8%) – środek wspomagający dyspergowanie pigmentów,
- substancje pochłaniające wilgoć (10–30%) – zmniejszają parowanie atramentów,
- modyfikator lepkości (1–3%) – substancje zwiększające lepkość – zazwyczaj są to substancje pochłaniające wilgoć
- bufor pH (0,1–10%) – zazwyczaj modyfikuje się pH w kierunku zasadowym, aby zmniejszyć korozyjne działanie atramentu na głowice drukarki,
- czynnik chelatujący (0,1–0,5%) – zapobiega tworzeniu się centr parowania,
- środek bakteriobójczy i owadobójczy (0,1–0,3%)
- filtr UV, antyutleniacz, inhibitor wolnego rodnika (1–5%) – dla zwiększenia odporności na promieniowanie UV i przeciw pękaniu długich łańcuchów barwnika.